# Anguillas fodboldforbund
Anguilla Football Association er det styrende organ for fodbold på Anguilla.